# Зориц

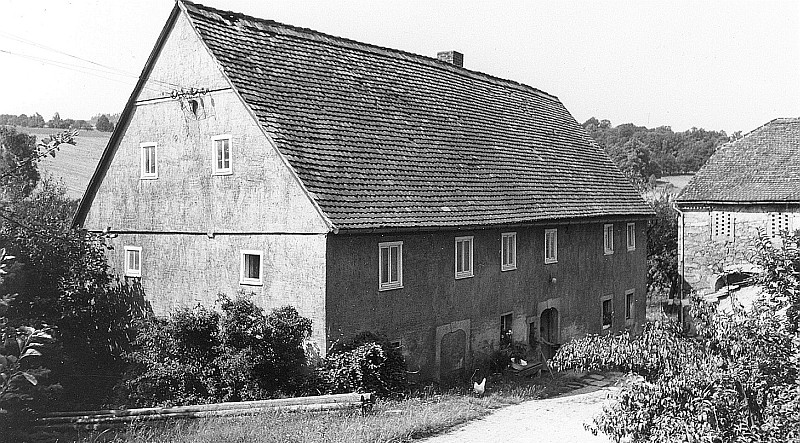
Мельница, фото 1989 года

Зо́риц или Со́врецы (нем. Soritz; в.-луж. Sowrjecyо файле) — деревня в Верхней Лужице, Германия. Входит в состав коммуны Кубшюц района Баутцен в земле Саксония. Подчиняется административному округу Дрезден.

## География
Располагается южнее административного центра коммуны Кубшюца.
Соседние населённые пункты: на востоке — деревня Мешицы коммуны Хохкирх, на юге — деревня Рахлов-под-Чорнобогом и на западе — деревня Брезов.

## История
Впервые упоминается в 1466 году под наименованием Sawritz.
С 1936 по 1950 года деревня была административным центром одноимённой коммуны. С 1950 года входит в современную коммуну Кубшюц.
В настоящее время деревня входит в состав культурно-территориальной автономии «Лужицкая поселенческая область», на территории которой действуют законодательные акты земель Саксонии и Бранденбурга, содействующие сохранению лужицких языков и культуры лужичан.
Исторические немецкие наименования.
- Sawritz, 1466
- Sohornitz, 1534
- Souritz, 1589
- Soritz, 1657

## Население
Официальным языком в населённом пункте, помимо немецкого, является также верхнелужицкий язык.
Согласно статистическому сочинению «Dodawki k statisticy a etnografiji łužickich Serbow» Арношта Муки в 1884 году в деревне проживало 128 человек (из них — 113 серболужичан (88 %)).
| 1834 | 1871 | 1890 | 1910 | 1925 | 1939 | 1946 |
| ---- | ---- | ---- | ---- | ---- | ---- | ---- |
| 110  | 118  | 119  | 111  | 130  | 346  | 427  |

## Достопримечательности
Памятники культуры и истории земли Саксония
- Каменный дорожный указатель, 19 век (№ 09251902)
- Bruchsteinmauer, Soritz 7, 19 век (№ 09301186)
- Жилой дом с хозяйственными постройками, Soritz 7, 1800 год (№ 09253683)
- Жилой дом с хозяйственными постройками, Soritz 11, 1802 год (№ 09253684)
- Жилой дом с хозяйственными постройками, Soritz 15, 17 век (№ 09253682)
- Жилой дом с хозяйственными постройками, Soritz 24, 17 век (№ 09251901)
- Гостиный дом, Soritz 28, 28b, 1515 год (№ 09251903)